# Кондауров, Иван Александрович
Ива́н Алекса́ндрович Кондау́ров (20 сентября 1926 — 22 августа 2000) — советский офицер, танкист, участник Великой Отечественной войны, Герой Советского Союза (1945), историк.
В годы Великой Отечественной войны — механик-водитель танка 3-го танкового батальона 62-й гвардейской танковой бригады (10-й гвардейский танковый корпус). Особо отличился в ходе Сандомирско-Силезской операции в январе 1945 года. 24 января танк под его управлением в числе первых трёх танков бригады форсировал реку Одер в районе города Штейнау (ныне — город Сцинава, Нижнесилезское воеводство, Польша). Оказавшись отрезанными от основных сил, экипажи этих танков несколько дней вели тяжёлый бой, уничтожив пять танков и другую технику противника, а также много немецких солдат и офицеров.
Доктор исторических наук (1973), профессор (1971). Автор более ста научных работ, основная тема которых — история уральских добровольческих формирований в период Великой Отечественной войны. Автор-составитель сборника «Золотые звёзды Прикамья» (четыре издания в 1964—1988 годах) с краткими беллетризованными биографическими очерками о 199 уроженцах Прикамья — участниках Великой Отечественной войны, удостоенных звания Героя Советского Союза.

## Биография

### Ранние годы
Родился 20 сентября 1926 года на хуторе Ново-Аксай (ныне — в Октябрьском районе Волгоградской области) в семье казака. С 1940 года семья жила в посёлке Губаха (ныне — город Пермского края).
Окончил 8 классов, ремесленное училище № 13, работал электромонтёром Кизеловской ГРЭС имени С. М. Кирова в Пермской области. Член ВЛКСМ с 1942 года.

### В годы Великой Отечественной войны
В РККА с 9 ноября 1943 года. Окончил Нижнетагильское танковое училище. Служил в Уральском добровольческом танковом корпусе механиком-водителем танка.
Участник Великой Отечественной войны с 1944 года. Участвовал в Львовско-Сандомирской, Сандомирско-Силезской, Нижне-Силезской и Верхне-Силезской операциях.
Особо отличился в ходе Сандомирско-Силезской операции в январе 1945 года при освобождении Польши.
С 13 января 1945 года в боях за населённые пункты Завоже, Дуте, Воля Моровица, Моровица и Трохитберг в составе экипажа уничтожил один тяжёлый танк «Тигр», одно самоходное орудие, два бронетранспортёра и до 45 солдат и офицеров противника. За проявленную отвагу и храбрость командир 3-го танкового батальона представил его к ордену Славы II степени, но Кондауров был награждён орденом Отечественной войны II степени (20 февраля 1945).
24 января 1945 года экипажи первых трёх танков в районе города Штейнау (ныне — Сцинава, Польша) форсировали Одер, но оказались отрезанными от своих частей. Несколько дней они вели тяжёлый бой, уничтожив 5 танков (два тяжёлых танка «Тигр» и три танка PzKpfw IV), одно штурмовое орудие, миномётную батарею, 4 бронетранспортёра, 17 машин с военным имуществом и до 250 солдат и офицеров противника. Был тяжело ранен в этом бою.
28 марта 1945 года старшина И. А. Кондауров был тяжело ранен в руку и направлен в госпиталь.
За мужество и героизм, проявленные в боях, гвардии старшему сержанту Ивану Александровичу Кондаурову 10 апреля 1945 года присвоено звание Героя Советского Союза с вручением ордена Ленина и медали «Золотая Звезда» (№ 9014).

### Послевоенные годы
До августа 1945 года находился в госпитале, после чего демобилизован по ранению. Член ВКП(б) с 1945 года. Вернулся в посёлок Губаха, работал в Губахинском горсовете ОСОАВИАХИМа. В 1949 году окончил Молотовский кооперативный техникум, в 1951 году — Молотовскую областную партийную школу, в 1955 году — Молотовский педагогический институт. Был на партийной и преподавательской работе: в 1951—1958 годах — инструктор Молотовского (Пермского) обкома партии, в 1958—1959 годах — заведующий и старший преподаватель Пермского учебно-консультационного пункта Всесоюзного экономического института.
В 1959—1972 годах работал в Пермском государственном университете: старший преподаватель, доцент (1963), старший научный сотрудник и профессор кафедры истории КПСС. Кандидат исторических наук (1962, диссертация «Авангардная роль коммунистов в западно-уральских добровольческих формированиях в период Великой Отечественной войны (1941—1945 гг.)»), доктор исторических наук (диссертация «КПСС — вдохновитель и организатор ратного подвига советского народа в Великой Отечественной войне 1941—1945 гг.: на материалах Урала»), профессор (1971).
С декабря 1973 года служил в МВД СССР. В 1974—1975 годах — начальник кафедры Пермского отделения Московского филиала Академии МВД СССР. С 1975 года — профессор кафедры идеологической работы, а в 1977—1985 годах — начальник кафедры истории КПСС Академии МВД. В 1985—1992 годах — начальник кафедры истории КПСС и социально-политической истории Высшей юридической заочной школы МВД СССР (с 1992 — Юридический институт МВД России).
В 1992—1995 годах — профессор кафедры философии и политологии Юридического института МВД России. С августа 1995 года полковник внутренней службы И. А. Кондауров — в отставке. Продолжал работать профессором на кафедре истории и культурологии в Юридическом институте МВД. Активно работал в обществе «Знание».
Жил в Москве. Умер 22 августа 2000 года. Похоронен в Москве на Троекуровском кладбище.

## Научная деятельность
И. А. Кондауров — автор более ста научных работ, основная тема которых — история уральских добровольческих формирований в период Великой Отечественной войны, прежде всего — Уральского добровольческого танкового корпуса. Под его руководством студенты Пермского университета подготовили краеведческий сборник «До последнего дыхания» (Пермь, 1966), в котором нашли отражение ранее неизвестные эпизоды Великой Отечественной войны. 14 авторов сборника стали лауреатами Всесоюзного конкурса студенческих научных работ. На базе пермских школ им был организован кружок «Красные следопыты».
И. А. Кондауров внёс большой вклад в развитие краеведения в Прикамье, был заместителем председателя Пермского областного отделения ВООПИК. Возглавлял совет ветеранов войны при Пермском краеведческом музее.

## Награды и звания
Советские государственные награды и звания:
- Герой Советского Союза (10 апреля 1945, медаль «Золотая Звезда» № 9014)[3];
- орден Ленина (10 апреля 1945);
- орден Отечественной войны I степени (11 марта 1985);
- орден Отечественной войны II степени (20 февраля 1945)[2];
- орден Славы III степени (12 сентября 1944);
- медали.

Доктор исторических наук (1973), профессор (1971).

## Основные работы
- Лев Шатров — вожак молодёжи. Пермь, 1960 (в сер. «Замечательные люди Прикамья»).
- Ратный подвиг коммунистов Прикамья (1941—1945). Пермь, 1970.
- Боевая доблесть коммунистов и комсомольцев Урала. 1941—1945. Пермь, 1975.
- Навечно в памяти народной: [О боевом пути частей и соединений, сформированных в Пермской области]. Пермь, 1985.

Составитель и редактор сборников
- Гвардейская поступь танкистов Урала. 1943—1945. Боевой путь Уральского добровольческого танкового корпуса: фотоальбом. — Пермь, 1970.
- Высокое звание. — 2-е изд., перераб. и доп. — Пермь: Кн. изд-во, 1978 (совм. с С. И. Мокроусовым)
- Золотые звёзды Прикамья (совм. с С. И. Мокроусовым). Пермь, 1988. — 4-е издание, испр. и доп.
- «Отчизны верные сыны»
- «Пермская танковая бригада»
- «Пермские миномётчики»
- «Ордена Ленина стрелковая»
- «До последнего дыхания»

## Память
Его именем названа улица в Перми и хуторе Новоаксайский. На здании учебного центра ГУВД по Пермскому краю, где он преподавал, установлена мемориальная доска, а на его родине — памятник.